# Ladislav Kováč (odbojář)
Ladislav Kováč (14. ledna 1913 Banská Belá – 1987 Trenčín), byl slovenský voják, důstojník, protifašistický bojovník.
Kováč se narodil v Banské Belé jako druhorozený syn obecního lesníka. Jeho dědeček byl hlavním kapitánem města Banská Štiavnica. Kováč vystudoval gymnázium v Banské Štiavnici a později působil jako učitel; studoval také na Karlově univerzitě v Praze a na Vysoké vojenské škole v Moskvě. V roce 1941 narukoval do slovenské armády, získal důstojnickou hodnost a působil v Liptovském Mikuláši. Organizoval přechody tří slovenských oddílů na sovětskou stranu. Od 10. srpna 1944 byl bojovníkem partyzánského oddílu Za slobodu Československa. Ještě v září téhož roku se stal jeho velitelem. S ním se také účastnil bojů o Lipovský Mikuláš. Za své zásluhy získal Kováč řadu ocenění. Po druhé světové válce působil jako profesionální voják na několika pozicích; například na ministerstvu obrany v Praze, v Karlových Varech jako velitel divize, nebo např. na východním vojenském okruhu v Trenčíně.

## Vyznamenání a ocenění
Čestný občan obce Závadka.
- Řád Slovenského národního povstání I. třídy
- Československý válečný kříž 1939
- Československá medaile Za chrabrost před nepřítelem
- Československá medaile za zásluhy I. stupňa
- Za pobedu nad Germanijej
- Medaile Partyzánů Velké vlastenecké války
- Řád rudé hvězdy